# フレッド・ストール
フレッド・ストール（Fred Stolle, 1938年10月8日 - 2025年3月5日）は、オーストラリア・ニューサウスウェールズ州ホーンスビー出身の男子テニス選手。フルネームは Frederick Sydney Stolle （フレデリック・シドニー・ストール）という。主に1960年代に活躍し、オーストラリア・テニス界の最盛期を彩った名選手の1人として、4大大会で男子シングルス2勝、男子ダブルス10勝、混合ダブルス7勝を挙げた。彼の全盛時代は、1968年に実施されたテニス界の「オープン化措置」（プロ選手解禁）と重なり、ストールは「アマチュア選手」と「プロ選手」の両方の立場で活動した。並外れた気性の激しさから、同僚選手たちには“Fiery Fred”（炎のフレッド）と呼ばれた。

## 来歴
ストールはシドニー市で銀行員の仕事をしていたが、1958年の全豪選手権から本格的な競技経歴を始めた。1961年に全豪選手権でベスト8に入り、この年のウィンブルドン混合ダブルス部門でレスリー・ターナーとペアを組んで優勝した。1962年には全豪選手権の混合ダブルス部門と、ウィンブルドンの男子ダブルス部門で優勝する。1963年から1965年まで、ストールはウィンブルドンの男子シングルスで「3年連続準優勝」の苦杯をなめた。1963年の決勝ではアメリカのチャック・マッキンリーに 7-9, 1-6, 4-6 で敗れ、1964年と1965年は同じオーストラリアのロイ・エマーソンに連敗してしまう。1964年、ストールは全仏選手権を除く4大大会3大会で決勝に進み、1964年ウィンブルドンから1965年ウィンブルドンまで「5大会連続」決勝進出を果たすが、1964年全豪選手権・ウィンブルドン選手権・全米選手権と1965年全豪選手権決勝までエマーソンに「決勝4連敗」を喫した。1964年ウィンブルドンでは男子シングルス・男子ダブルス・混合ダブルスの3部門で決勝に進出し、男子ダブルスと混合ダブルスでは優勝するが、男子シングルスのみ準優勝になったこともある。ようやく1965年の全仏選手権で、ストールは男子シングルス決勝で同じオーストラリアの左利き選手トニー・ローチを 3-6, 6-0, 6-2, 6-3 で破り、宿願の4大大会シングルス優勝を達成した。ウィンブルドン決勝で再びエマーソンに敗れた後、1965年全米選手権では不本意な2回戦敗退に終わり、ここでストールの4大大会連続決勝進出記録が止まってしまう。
1966年の全米選手権に出場した時、フレッド・ストールは自分がノーシード選手にされたことで憤慨し、「（アメリカの連中は）私を“古臭い失敗者”（Old Hacker）だと思っているのか」と言い放った。（当時の全米選手権では、男子シングルスのシード選手は8名のみだった。）この大会でストールはノーシードから勝ち上がり、決勝でジョン・ニューカムを 4-6, 12-10, 6-3, 6-4 で破って優勝した。この発言は当時のテニス界で大きな話題を呼び、「炎のフレッド」と呼ばれてきたストールのニックネームに“Old Hacker”（オールド・ハッカー）が加わった。ストールは全盛期にあった1964年から1966年まで3年間、男子テニス国別対抗戦・デビスカップのオーストラリア代表選手を務め、オーストラリアのデ杯3連覇に大きく貢献した。
アマチュア選手として「31」のシングルス・タイトルを獲得した後、ストールは1967年に「プロテニス選手」に転向したが、すぐ翌年の1968年にプロテニス選手の4大大会出場を解禁する「オープン化措置」が実施された。オープン化措置が実施された後、ストールは直ちに1968年の全仏オープン男子ダブルスでケン・ローズウォールと組んで優勝を果たし、1969年にもウィンブルドン混合ダブルスと全米オープン男子ダブルスで優勝した。こうしてストールは、4大大会の出場資格がアマチュア選手に限定されていた「アマチュア時代」（Amateur Era）と、オープン化措置実施後の「オープン化時代」（Open Era）という2つの時代をまたいで活躍した。
オーストラリア・テニス界の全盛期を彩った「炎のフレッド」ことフレッド・ストールは、その後優れたテレビ解説者としても活躍し、1985年に国際テニス殿堂入りを果たす。1970年に生まれた息子のサンドン・ストールもプロテニス選手になり、ダブルスのスペシャリストとして活躍した。
2025年3月5日に死去。86歳没。

## 4大大会優勝
- 全豪選手権　男子ダブルス：3勝（1963年、1964年、1966年）／混合ダブルス：2勝（1962年、1969年）　［男子シングルス準優勝2度：1964年＆1965年］
- 全仏選手権　男子シングルス：1勝（1965年）／男子ダブルス2勝（1965年、1968年）
- ウィンブルドン選手権　男子ダブルス：2勝（1962年、1964年）／混合ダブルス：3勝（1961年、1964年、1969年）　［男子シングルス準優勝3度：1963年-1965年］
- 全米選手権　男子シングルス：1勝（1966年）／男子ダブルス：3勝（1965年、1966年、1969年）／混合ダブルス：2勝（1962年、1965年）　［男子シングルス準優勝1度：1964年］